# Цанько, Фёдор Семёнович
Федор Семенович Цанько (1914, ныне Закарпатская область — 15 февраля 1979, Свалявский район Закарпатской области) — украинский советский деятель, бригадир электропильщиков Савеловского леспромхоза Савеловского района Закарпатской области. Депутат Верховного Совета СССР 4-5-го созывов.

## Биография
Родился в 1914 году в крестьянской семье. Образование неполное среднее.
С 1930 года — лесоруб, электропильщик в леспромхозе.
Член КПСС с 1955 года.
С 1956 года — бригадир электропильщиков Савеловского леспромхоза (лесокомбината) Савеловского района Закарпатской области.
Потом — персональный пенсионер республиканского значения. Умер 15 февраля 1979 года.

## Награды
- орден Трудового Красного Знамени
- медали